# 戈申鎮區 (愛荷華州馬斯卡廷縣)
戈申鎮區（英語：Goshen Township）是位於美國愛荷華州馬斯卡廷縣的一個行政鎮區。

## 地方資料
根據2010年美國人口普查的數據，戈申鎮區的面積為79.23平方千米，當中陸地面積為77.53平方千米，而水域面積為1.70平方千米。當地共有人口602人，而人口密度為每平方千米7.6人。